# Saison 2019 de l'équipe cycliste Bigla
La saison 2019 de l'équipe cycliste Cervélo Bigla est la sixième de la formation depuis son retour au niveau professionnel en 2014. L'Américaine Leah Thomas et la Tchèque Nikola Nosková sont les principales arrivées dans l'équipe. Celle-ci perd cependant deux de ses leaders des années précédentes en Ashleigh Moolman et Lotta Lepistö.
La leader de l'équipe, Cecilie Uttrup Ludwig, apporte les principaux résultats. Elle est troisième du Trofeo Alfredo Binda, puis du Tour des Flandres. Elle gagne le Grand Prix de Plumelec. Elle est ensuite troisième de La course by Le Tour de France. Leah Thomas est une spécialiste du contre-la-montre. Dans la discipline, elle est championne panaméricaine, troisième du championnat des États-Unis et septième du championnat du monde. Elle remporte aussi le Tour d'Écosse grâce à une échappée. Elle contribue aussi grandement à la victoire d'Elizabeth Banks sur une étape du Tour d'Italie et s'impose sur le Chrono des Nations-Les Herbiers-Vendée. Mikayla Harvey gagne le vingt-deuxième place et au classement World Tour à la douzième place. Bigla est dixième du premier classement et douzième du second.

## Préparation de la saison

### Partenaires et matériel de l'équipe

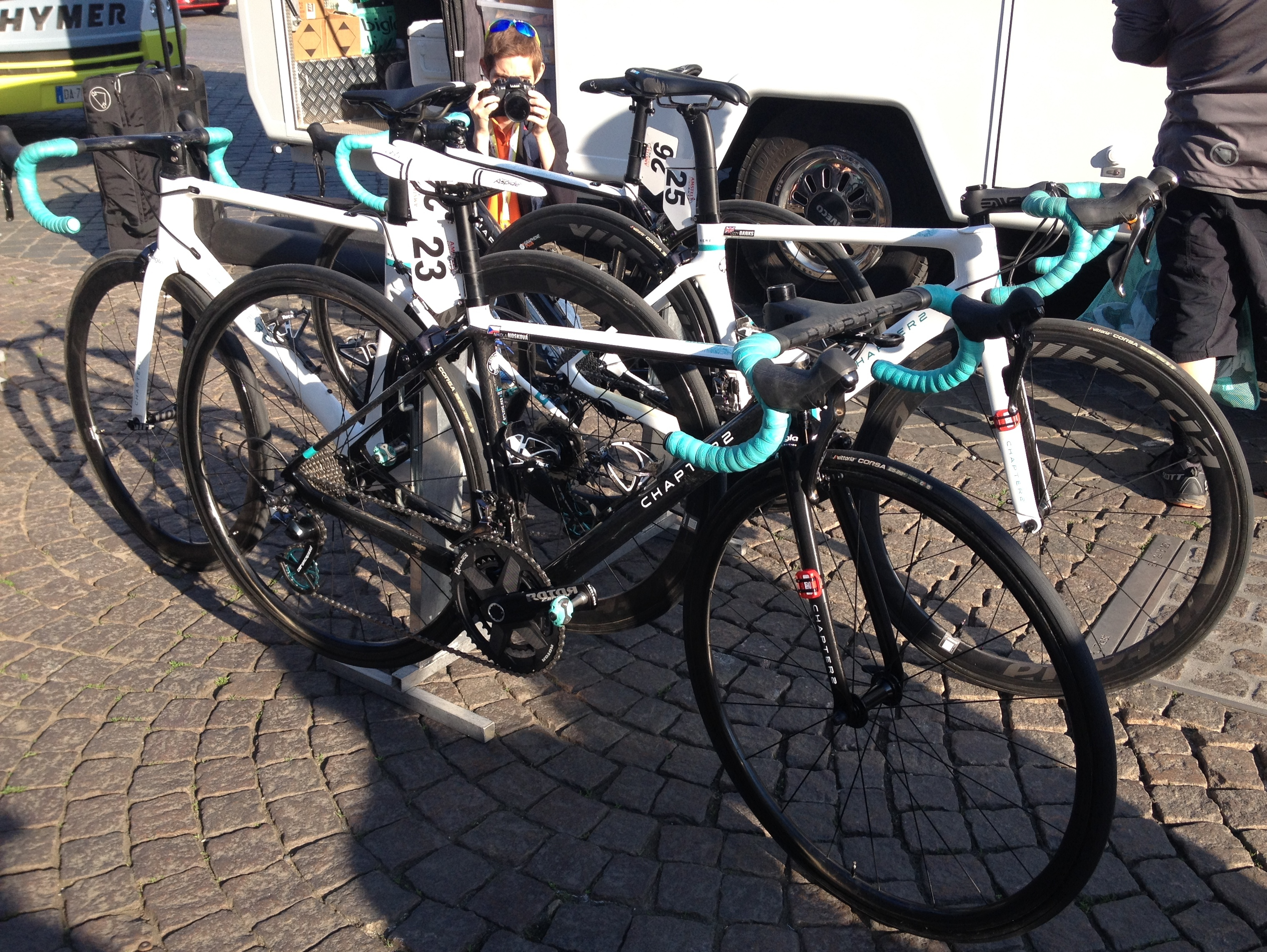
Vélo de l'équipe

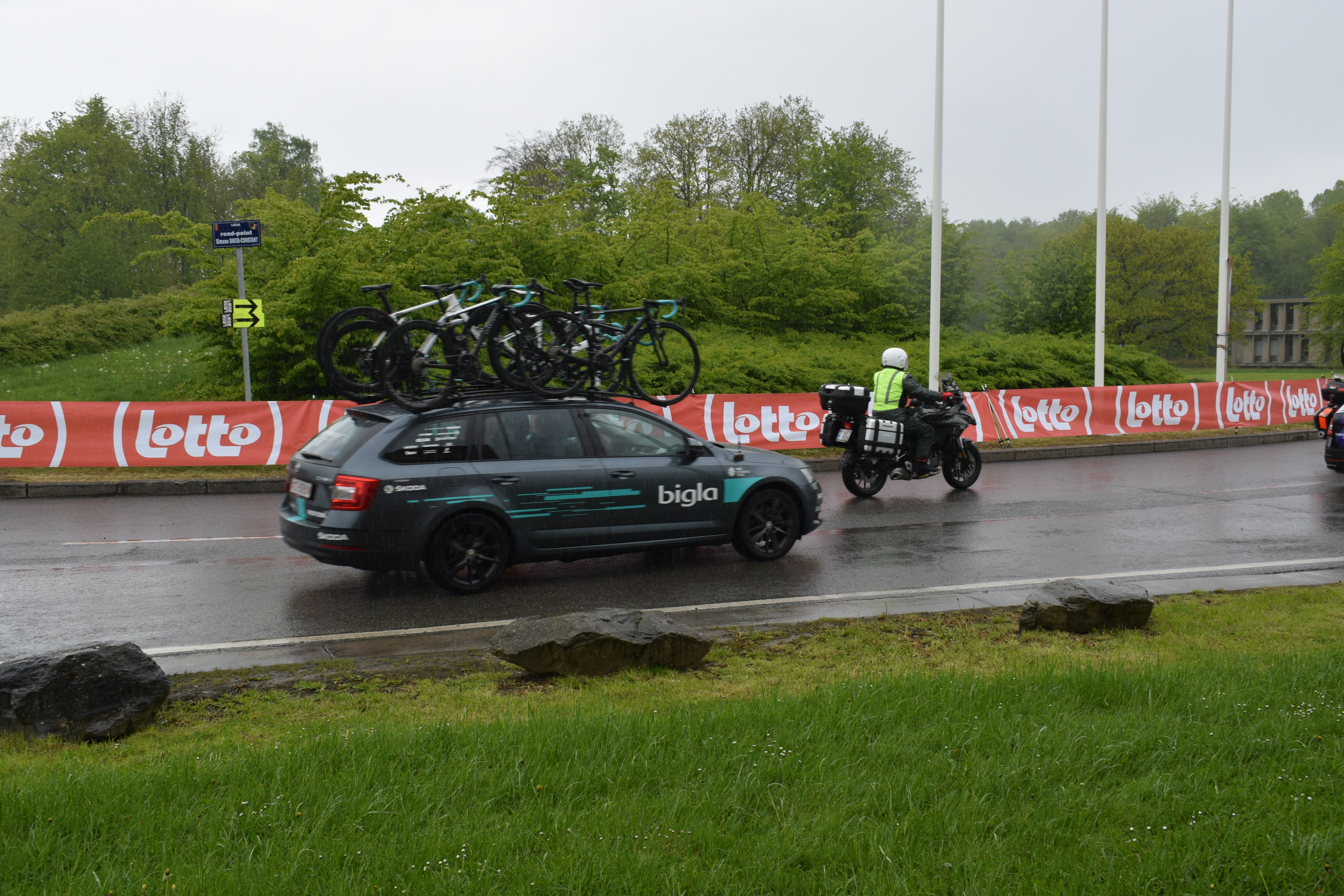
Voiture de l'équipe

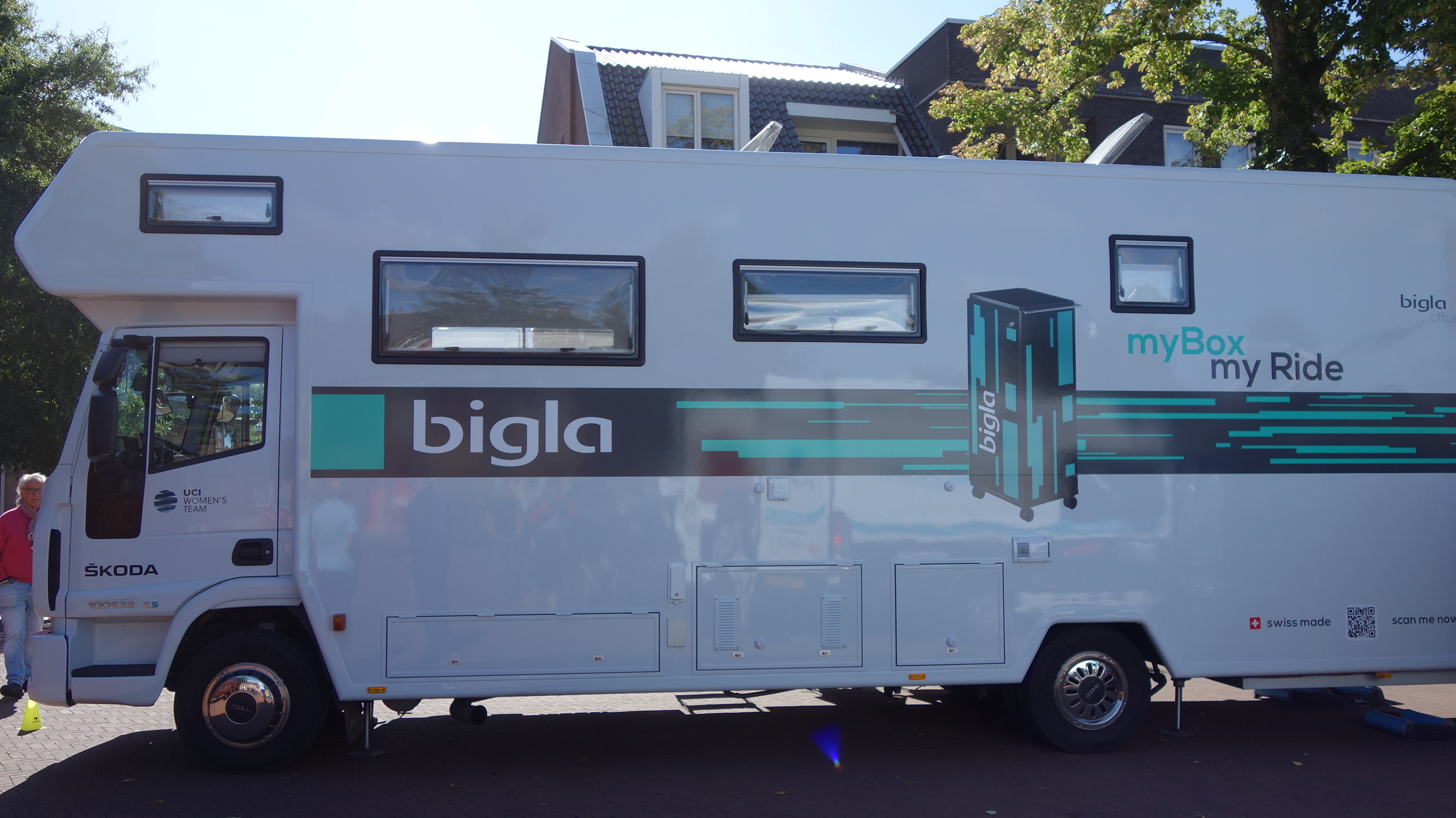
Véhicule de l'équipe

Le fabricant de meubles suisse Bigla est le principal partenaire de l'équipe.

### Arrivées et départs
L'effectif de l'équipe est grandement remanié. L'Américaine Leah Thomas, spécialiste du contre-la-montre rejoint l'équipe, tout comme la grimpeuse tchèque Nikola Nosková. La pistarde danoise Julie Leth vient renforcer la formation. Martina Alzini, Elizabeth Banks, Elise Chabbey, Mikayla Harvey, Maria Vittoria Sperotto et Sophie Wright sont les autres ajouts à l'effectif.
Au niveau des départs, la leader des années précédentes  Ashleigh Moolman quitte l'équipe. La sprinteuse finlandaise Lotta Lepistö est également sur le départ, tout comme la grimpeuse allemande Clara Koppenburg et la spécialiste du contre-la-montre Ann-Sophie Duyck. Claire Rose et Marie Vilmann sont également partantes.
| Arrivées                | Équipe 2018         |
| ----------------------- | ------------------- |
| Martina Alzini          | Astana Women's      |
| Elizabeth Banks         | UnitedHealthcare    |
| Elise Chabbey           | Cogeas              |
| Mikayla Harvey          | Illuminate          |
| Julie Leth              | Wiggle High5        |
| Nikola Nosková          | BePink              |
| Maria Vittoria Sperotto | BePink              |
| Leah Thomas             | UnitedHealthcare    |
| Sophie Wright           | Néo-professionnelle |

| Départs          | Équipe 2019          |
| ---------------- | -------------------- |
| Ann-Sophie Duyck | Parkhotel Valkenburg |
| Clara Koppenburg | WNT                  |
| Lotta Lepistö    | Trek                 |
| Ashleigh Moolman | Waowdeals            |
| Claire Rose      | Amateur              |
| Marie Vilmann    | Amateur              |

## Effectif et encadrement

### Effectif
| Effectif 2019                         | Effectif 2019     | Effectif 2019    | Effectif 2019                                    |
| Cycliste                              | Date de naissance | Pays             | Équipe précédente                                |
| ------------------------------------- | ----------------- | ---------------- | ------------------------------------------------ |
| Martina Alzini                        | 10 février 1997   | Italie           | Astana Women's Team (2018)                       |
| Elizabeth Banks                       | 7 novembre 1990   | Royaume-Uni      | UnitedHealthcare Women's Team (2018)             |
| Elise Chabbey                         | 24 avril 1993     | Suisse           | Cogeas-Mettler Pro Cycling Team (2018)           |
| Niamh Fisher-Black (12 sept.–31 déc.) | 12 août 2000      | Nouvelle-Zélande | Mike Greer Homes Womens Cycling Team (2019)      |
| Nicole Hanselmann                     | 6 mai 1991        | Suisse           |                                                  |
| Mikayla Harvey                        | 7 septembre 1998  | Nouvelle-Zélande | Team Illuminate (2018)                           |
| Julie Norman Leth                     | 13 juillet 1992   | Danemark         | Wiggle High5 (2018)                              |
| Emma Norsgaard                        | 26 juillet 1999   | Danemark         | Team Rytger powered by Cykeltøj-Online.dk (2017) |
| Nikola Nosková                        | 1 juillet 1997    | Tchéquie         | Bepink (2018)                                    |
| Maria Vittoria Sperotto               | 20 novembre 1996  | Italie           | Bepink (2018)                                    |
| Leah Thomas                           | 30 mai 1989       | États-Unis       | UnitedHealthcare Women's Team (2018)             |
| Cecilie Uttrup Ludwig                 | 23 août 1995      | Danemark         | BMS BIRN (2016)                                  |
| Sophie Wright                         | 15 mars 1999      | Royaume-Uni      | NCC Group-Kuota-Torelli (2018)                   |
|                                       |                   |                  |                                                  |
| Source : ProCyclingStats              |                   |                  |                                                  |

Portraits
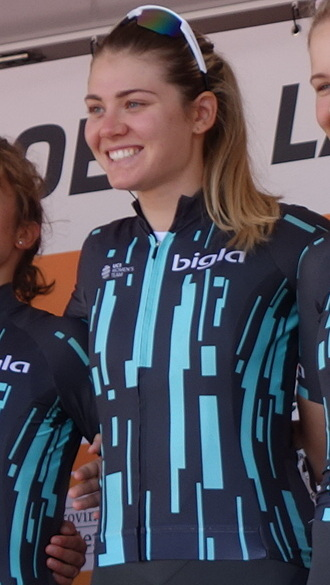
Martina Alzini
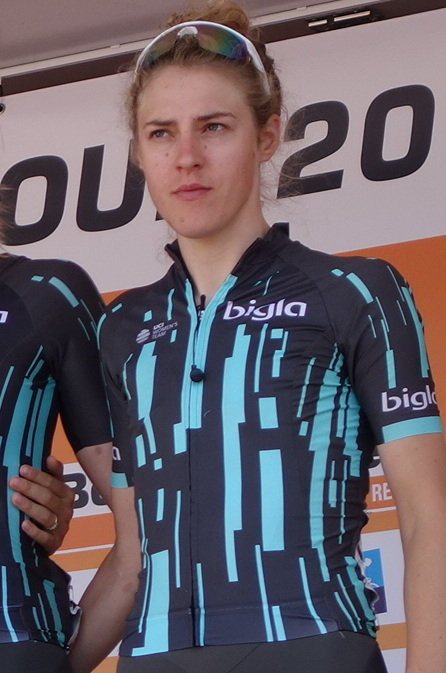
Lizzy Banks
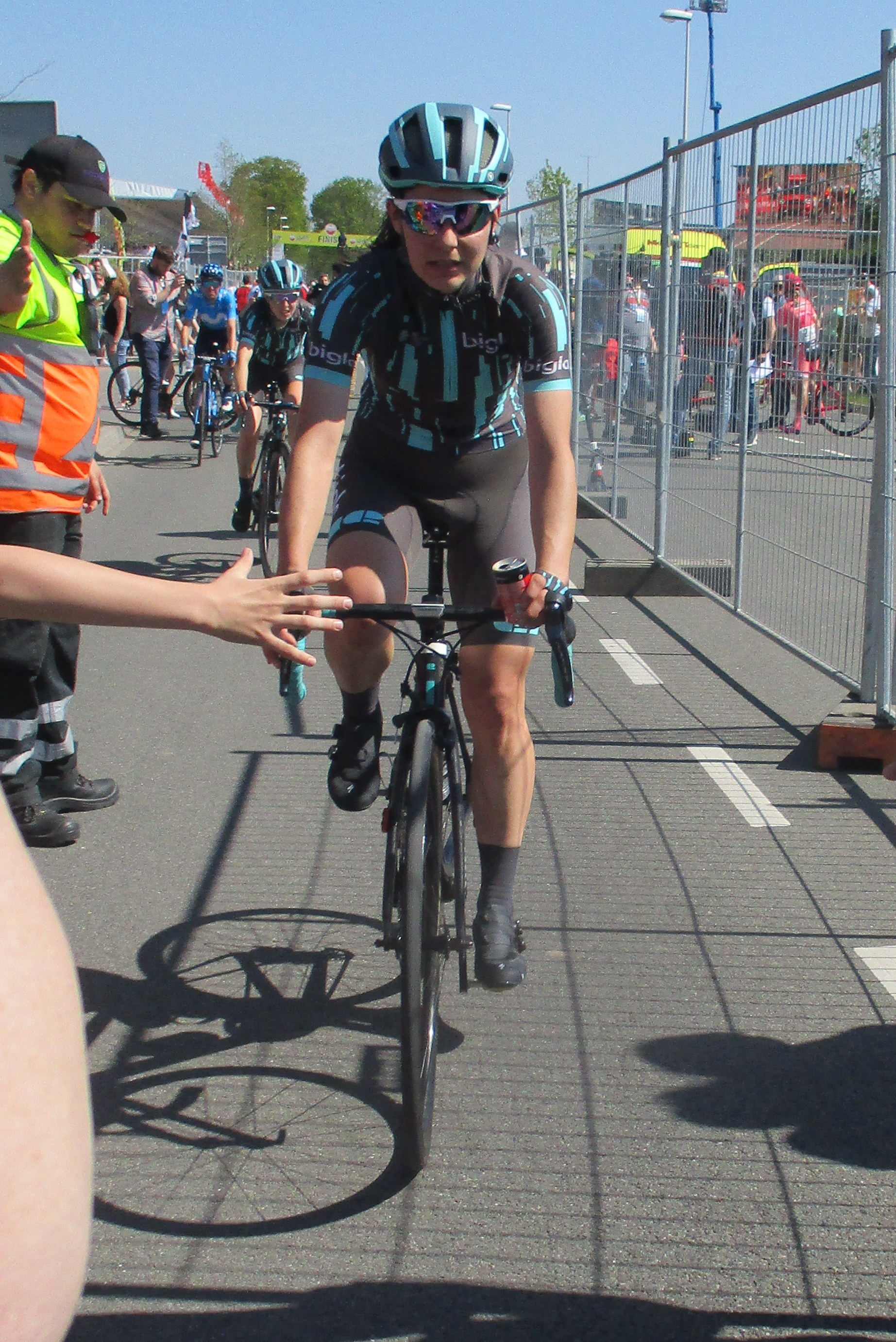
Elise Chabbey
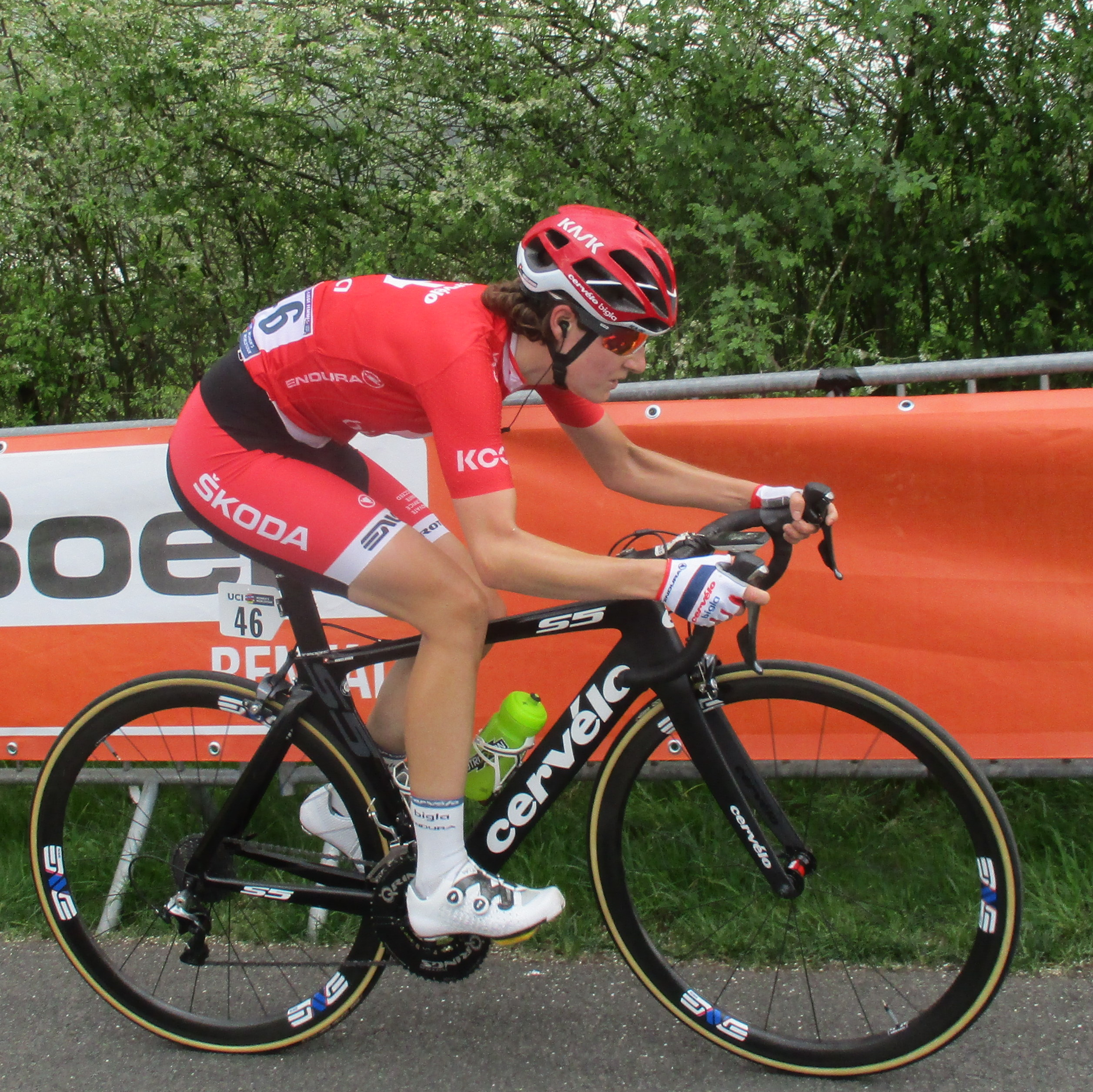
Nicole Hanselmann en 2018
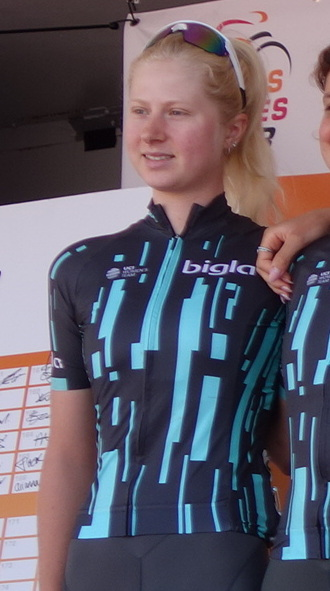
Mikayla Harvey
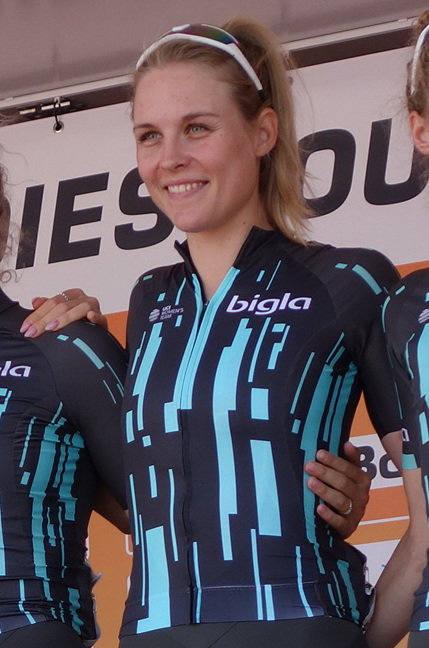
Julie Leth
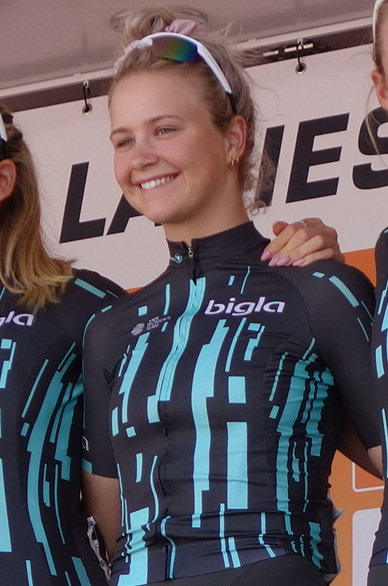
Emma Norsgaard Jørgensen
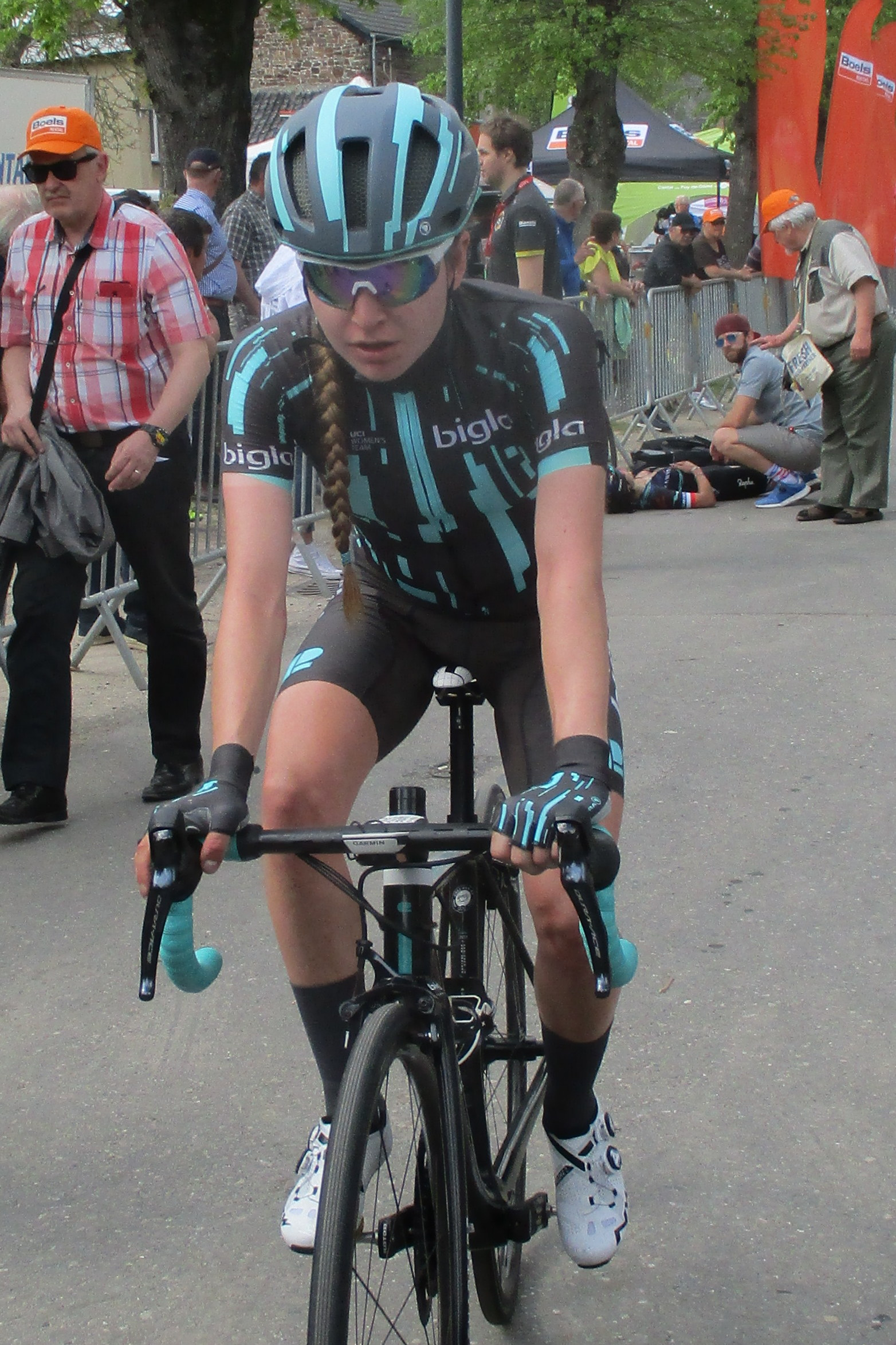
Nikola Nosková
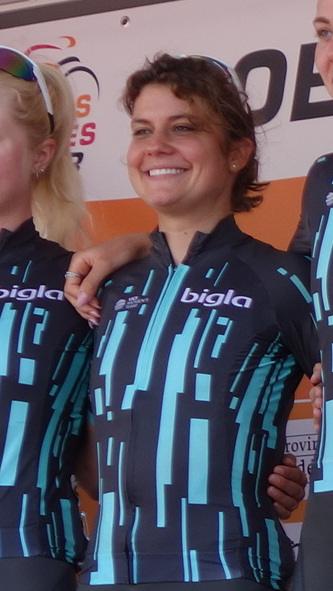
Leah Thomas
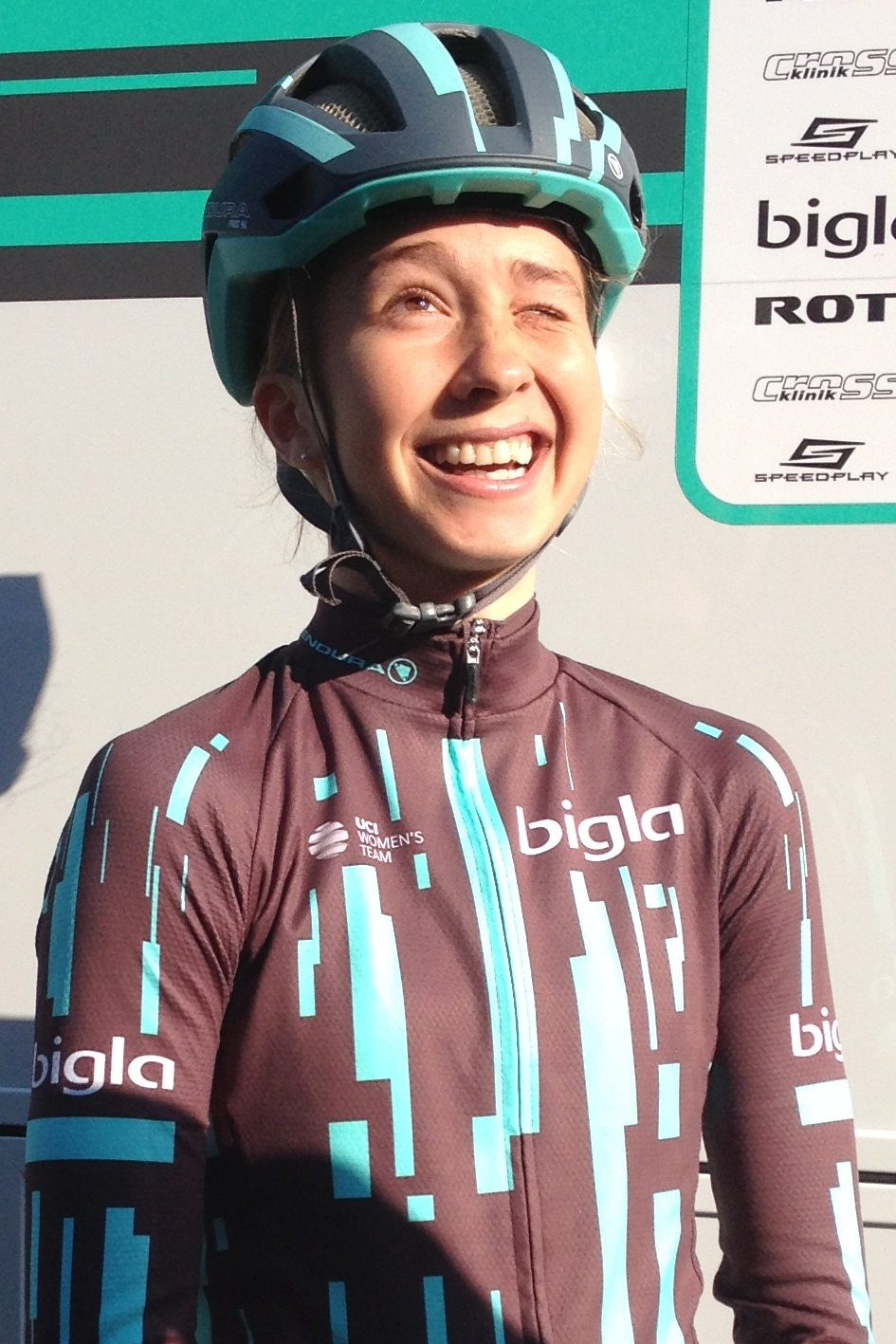
Cecilie Uttrup Ludwig
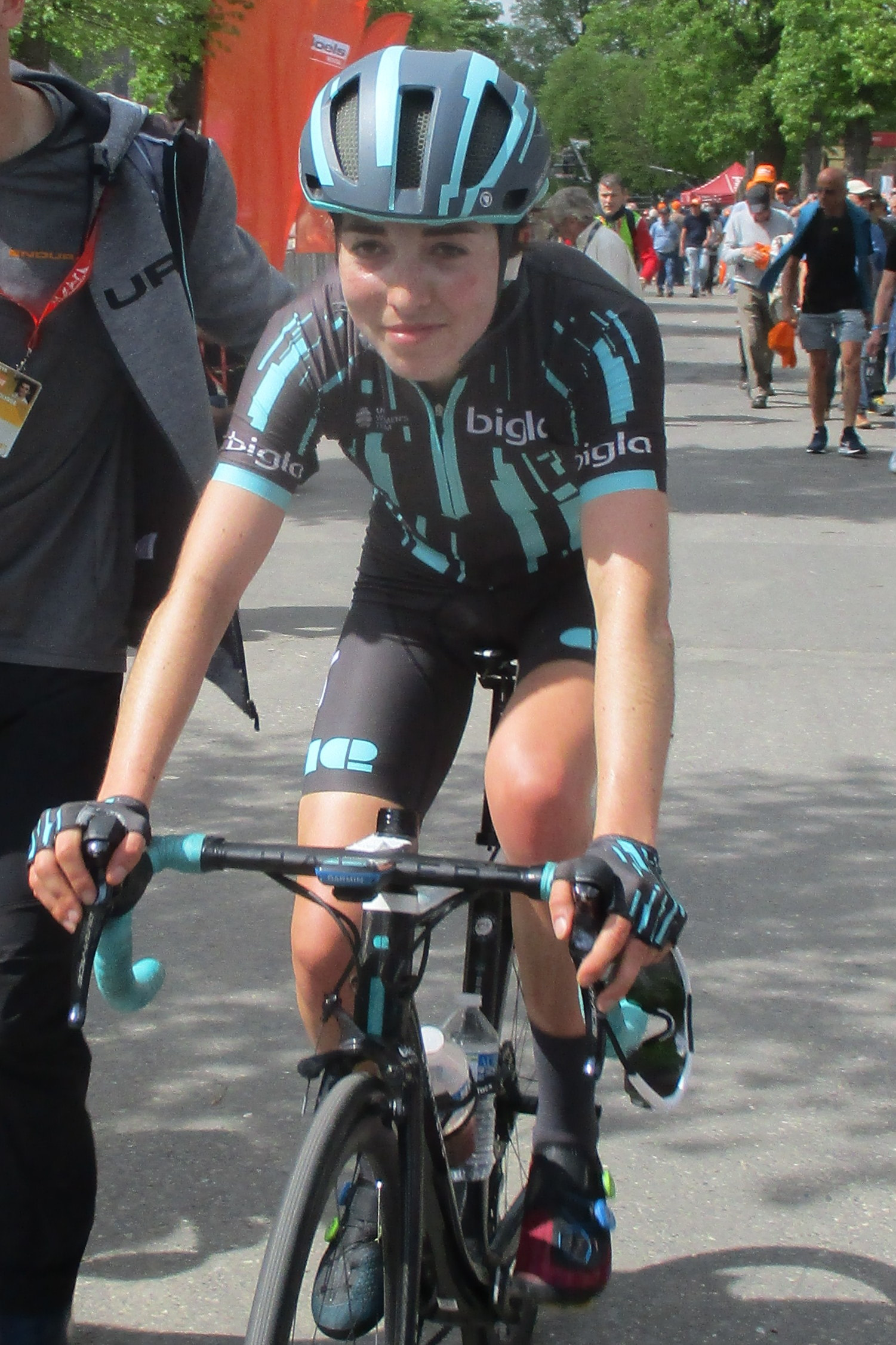
Sophie Wright

### Encadrement
Thomas Campana est le représentant de l'équipe auprès de l'UCI et son directeur sportif. Julian Winn est son adjoint.

## Déroulement de la saison

### Mars
Aux Strade Bianche, dans le cinquième secteur, Cecilie Uttrup Ludwig est victime d'une crevaison. Elle fait néanmoins partie du groupe de onze favorites qui se détachent à dix-sept kilomètres de l'arrivée et se classe cinquième,. Au Trofeo Alfredo Binda-Comune di Cittiglio, Cecilie Uttrup Ludwig suit l'attaque décisive de Katarzyna Niewiadoma dans la côte d'Orino avec six autres coureuses. Dans la dernière montée, elle attaque à trois reprises, mais Marianne Vos se montre très attentive. Elle est finalement troisième du sprint.

### Avril

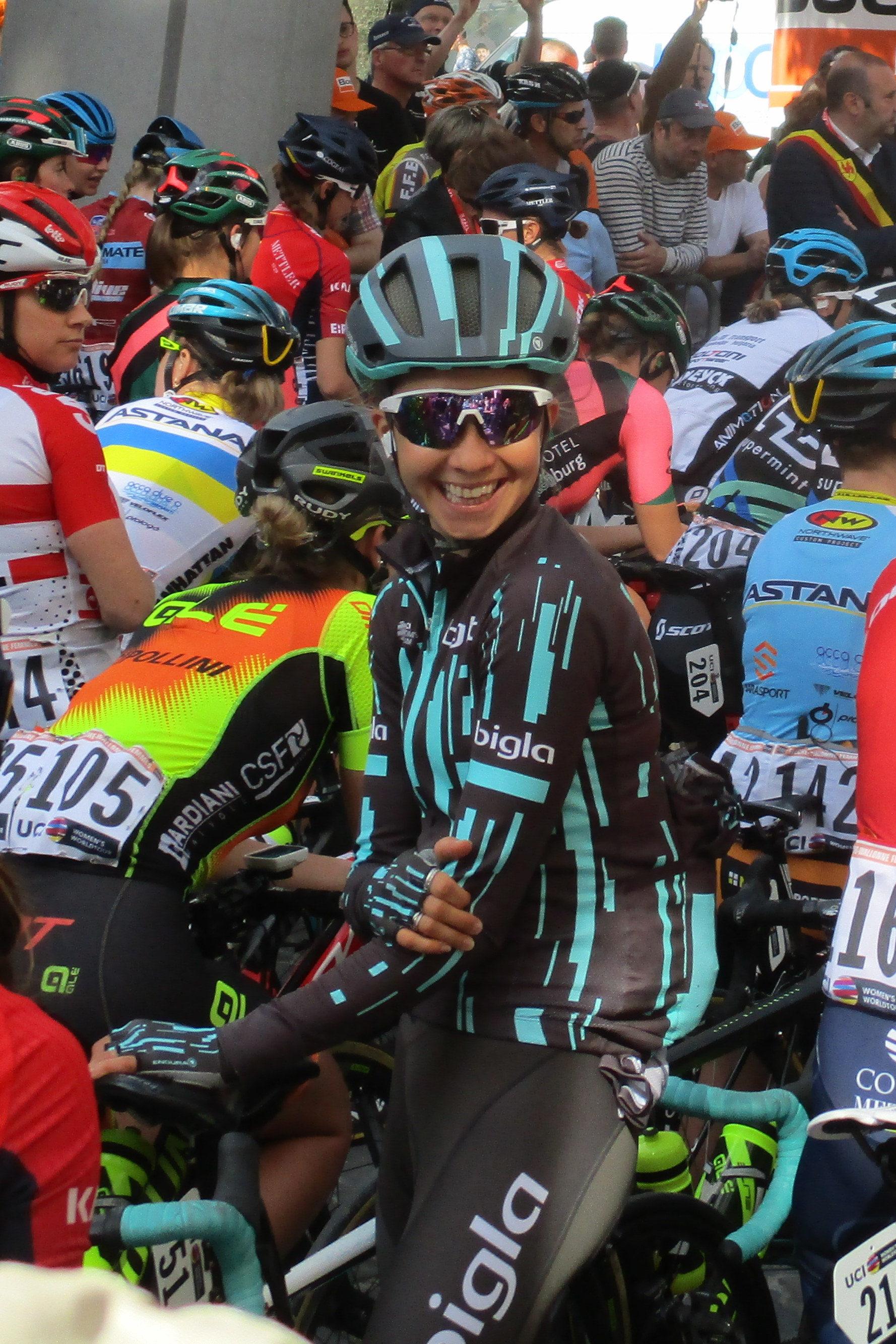
Cecilie Uttrup Ludwig à la Flèche wallonne

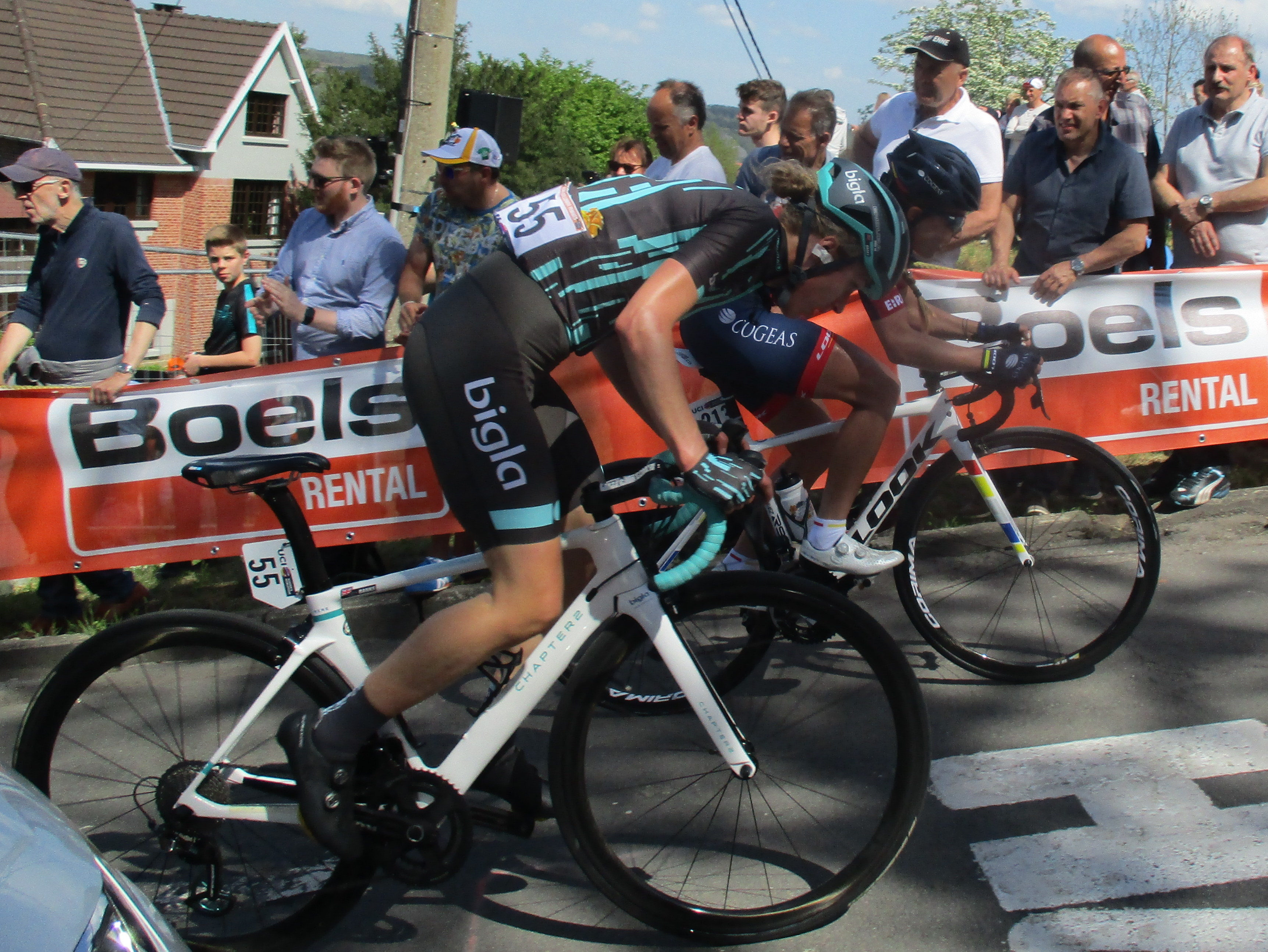
Elizabeth Banks à la Flèche wallonne

Au Tour des Flandres, dans la côte d'Hotond qui suit le Kruisberg, Katarzyna Niewiadoma place une violente accélération. Cecilie Uttrup Ludwig et Elisa Longo Borghini sont dans sa roue, mais elles ne peuvent partir les favorites ayant réagit. Elles sont une trentaine au pied du vieux Quaremont. Marta Bastianelli y attaque. Seules Cecilie Uttrup Ludwig, Annemiek van Vleuten, Katarzyna Niewiadoma et Marianne Vos parviennent à la suivre. Au sommet, Marianne Vos est victime d'une crevaison. Dans le Paterberg, Niewiadoma doit lâcher prise alors qu'Annemiek van Vleuten n'arrive pas à distancer l'Italienne. À dix kilomètres de l'arrivée, Annemiek van Vleuten attaque, mais Marta Bastianelli réagit immédiatement. Cecilie Uttrup Ludwig ne peut contrer. Elle est troisième.
À l'Amstel Gold Race, dans le Cauberg, les principales favorites, dont Cecilie Uttrup Ludwig, se découvrent. Dans la descente, un regroupement a lieu. Dans la dernière ascension, la Danoise suit le groupe des poursuivantes et se classe sixième,. À la Flèche wallonne, tout se joue dans le mur de Huy. Elle prend la huitième place. Elle est ensuite dixième de Liège-Bastogne-Liège.

### Mai
Aux Championnats panaméricains, Leah Thomas s'impose sur le contre-la-montre.
Au Festival Elsy Jacobs, sur la première étape, Marta Lach, Franziska Koch et Elizabeth Banks sortent. La Britannique est deuxième et remonte à la même place au classement général. Elle conclut l'épreuve à la troisième place.
Fin mai, Julie Leth remporte le Grand Prix Cham-Hagendorn.

### Juin

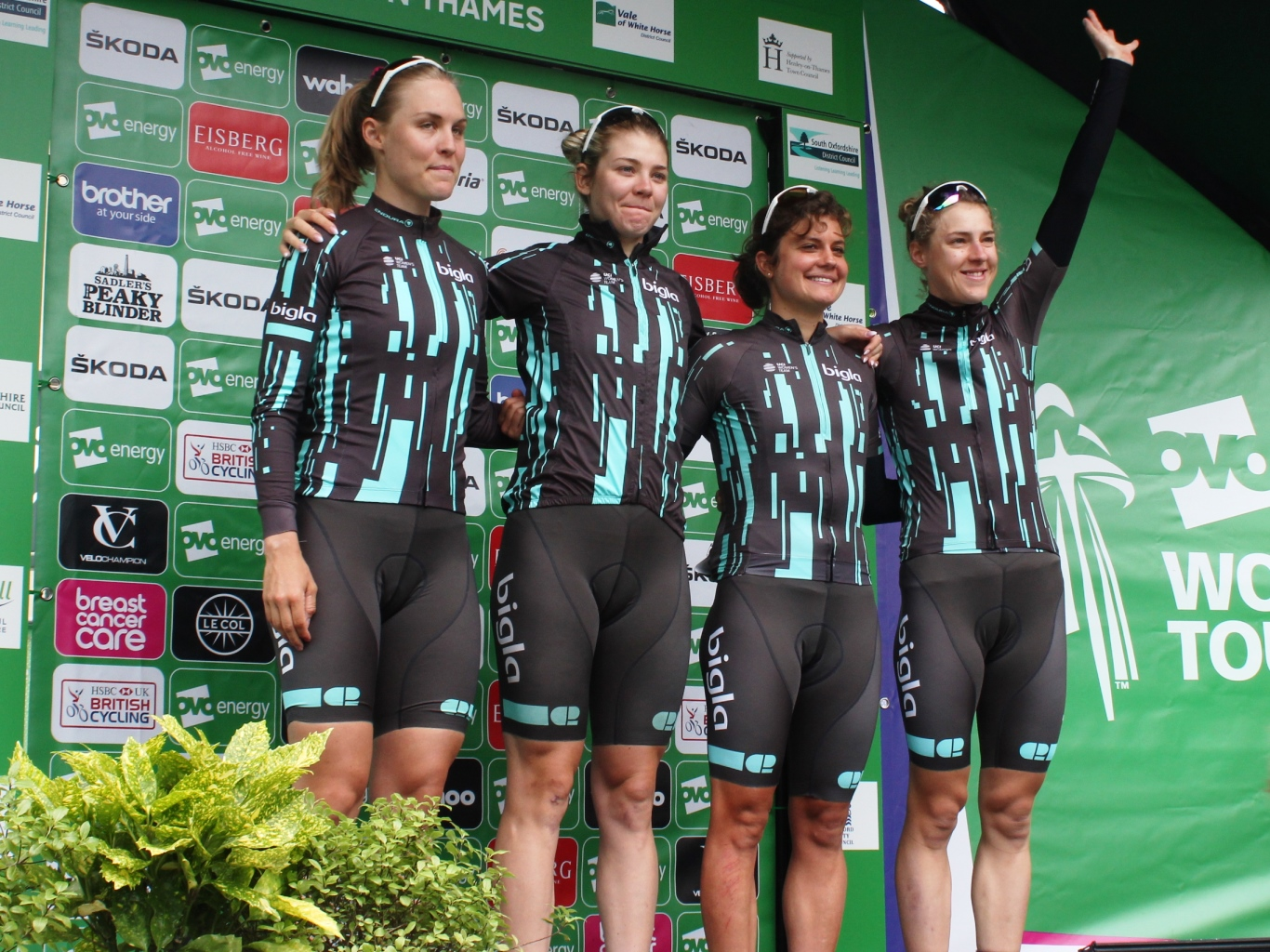
Équipe au Women's Tour

Au Grand Prix de Plumelec-Morbihan Dames, la côte du circuit provoque une sélection par l'arrière. Un groupe d'une vingtaine de coureuses se dispute la victoire. Cecilie Uttrup Ludwig s'impose. Au Tour de Bretagne, Cecilie Uttrup Ludwig est troisième de la première étape au sprint dans la roue de Kirsten Wild. Le lendemain, elle est quatrième dans une configuration similaire. Mikayla Harvey gagne le contre-la-montre individuel. Au classement général final, Cecilie Uttrup Ludwig est quatrième.
Au Women's Tour, sur la quatrième étape, Elizabeth Banks et Leah Thomas finissent dans le groupe de tête. Leah Thomas est active sur la sixième étape. Au classement général final, Elizabeth Banks est septième et Leah Thomas huitième.
Aux championnats des États-Unis du contre-la-montre, Leah Thomas prend la troisième place.

### Juillet
Au Tour d'Italie, la formation Bigla est deuxième du contre-la-montre par équipes vingt-quatre secondes derrière Canyon-SRAM. Mikayla Harvey est la meilleure jeune. Cecilie Uttrup Ludwig se classe troisième du sprint en côte de la troisième étape et pointe alors à la deuxième place du classement général. Sur l'étape reine, Nikola Noskova s'échappe avec Pauliena Rooijakkers et Leah Kirchmann. Elles sont reprises dans les pentes du col final. Cecilie Uttrup Ludwig ne parvient pas à suivre les autres favorites et perd près de cinq minutes sur Annemiek van Vleuten. Leah Thomas est active sur la septième étape. Sur la huitième étape, dans la côte de Clauzetto, onze coureuses dont Leah Thomas et Elizabeth Banks se détachent. À quatorze kilomètres de l'arrivée, Elizabeth Banks place une offensive, mais est reprise. Malgorzata Jasinska et Leah Thomas contrent, mais le groupe les reprend. À onze kilomètres du but, Banks remet le couvert. Aidée par Leah Thomas derrière, qui couvre les attaques de Pauliena Rooijakkers notamment, elle compte une vingtaine de secondes d'avance jusqu'à l'arrivée.
Sur La course by Le Tour de France, Cecilie Uttrup Ludwig sort avec Amanda Spratt, Soraya Paladin, Lucinda Brand et Ashleigh Moolman-Pasio. Elles sont reprises à un tour de l'arrivée. Dans le final, Cecilie Uttrup Ludwig est troisième derrière Marianne Vos sortie dans le dernier mur et Lucinda Brand,.

### Août
Au Tour d'Écosse, sur la deuxième étape, une échappée de neuf coureuses, dont quatre de la formation Bigla se forme en début d'étape. Elle est reprise à cinquante kilomètres de la ligne. Leah Thomas est quatrième de l'étape. Sur l'ultime étape, Cecilie Uttrup Ludwig attaque proche de l'arrivée. Elle est reprise par un groupe de dix coureuses dans le final. Leah Thomas s'impose au sprint dans ce groupe et s'empare ainsi de la victoire finale. Cecilie Uttrup Ludwig est la meilleure grimpeuse et Nikola Noskova la meilleure jeune.
Au Grand Prix de Plouay, la première attaque est celle de Nikola Noskova après quatre tours dans la côte du Moulin. Elle mène ensuite l'ascension dans cette côte les tours suivants. Elle se classe quatorzième.

### Septembre
Sur la quatrième étape Boels Ladies Tour, Elizabeth Banks gagne le sprint du peloton pour la quatrième place. Leah Thomas conclut l'épreuve à la dixième place du classement général. 
Aux championnats du monde, Leah Thomas est septième du contre-la-montre individuel. Sur la course en ligne, dans la côte de Lofthouse, Annemiek van Vleuten attaque. Derrière un groupe de poursuivant avec Cecilie Uttrup Ludwig se forme. À mi-course, les attaques d'Elizabeth Deignan et Chloe Dygert scindent ce groupe en deux. Cecilie Uttrup Ludwig est dans la mauvaise partie et est reprise par le peloton,.

### Octobre
Leah Thomas remporte le Chrono des Nations-Les Herbiers-Vendée, Emma Norsgaard Jørgensen est troisième.

## Victoires

### Sur route
| Victoires | Victoires                                    | Victoires   | Victoires | Victoires             | Victoires |
| Date      | Course                                       | Pays        | Classe    | Vainqueur             |           |
| --------- | -------------------------------------------- | ----------- | --------- | --------------------- | --------- |
| 1 mai     | Championnat panaméricain du contre-la-montre | Mexique     | CC        | Leah Thomas           |           |
| 26 mai    | Grand Prix Cham-Hagendorn                    | Suisse      | 1.2       | Julie Norman Leth     |           |
| 1 juin    | Grand Prix de Plumelec-Morbihan              | France      | 1.1       | Cecilie Uttrup Ludwig |           |
| 7 juin    | 3e étape du Tour de Bretagne                 | France      | 2.2       | Mikayla Harvey        |           |
| 12 juill. | 8e étape du Tour d'Italie                    | Italie      | 2.WWT     | Elizabeth Banks       |           |
| 11 août   | 3e étape du Tour d'Écosse                    | Royaume-Uni | 2.1       | Leah Thomas           |           |
| 11 août   | Classement général, Tour d'Écosse            | Royaume-Uni | 2.1       | Leah Thomas           |           |

### Résultats sur les courses majeures

#### World Tour
| Date            | #  | Course                                   | Pays            | Meilleure classée     | Classement |
| --------------- | -- | ---------------------------------------- | --------------- | --------------------- | ---------- |
| 9 mars          | 1  | Strade Bianche                           | Italie          | Cecilie Uttrup Ludwig | 5e         |
| 17 mars         | 2  | Tour de Drenthe                          | Pays-Bas        | Elizabeth Banks       | 25e        |
| 24 mars         | 3  | Trofeo Alfredo Binda-Comune di Cittiglio | Italie          | Cecilie Uttrup Ludwig | 3e         |
| 28 mars         | 4  | Trois Jours de la Panne                  | Belgique        | Julie Leth            | 12e        |
| 31 mars         | 5  | Gand-Wevelgem                            | Belgique        | Julie Leth            | 20e        |
| 7 avril         | 6  | Tour des Flandres                        | Belgique        | Cecilie Uttrup Ludwig | 3e         |
| 21 avril        | 7  | Amstel Gold Race                         | Pays-Bas        | Cecilie Uttrup Ludwig | 6e         |
| 24 avril        | 8  | Flèche wallonne                          | Belgique        | Cecilie Uttrup Ludwig | 8e         |
| 28 avril        | 9  | Liège-Bastogne-Liège                     | Belgique        | Cecilie Uttrup Ludwig | 10e        |
| 9-11 mai        | 10 | Tour de l'île de Chongming               | Chine           | -                     | -          |
| 16-18 mai       | 11 | Tour de Californie                       | États-Unis      | -                     | -          |
| 22-25 mai       | 12 | Emakumeen XXXI. Bira                     | Espagne         | Elise Chabbey         | 24e        |
| 10-15 juin      | 13 | The Women's Tour                         | Grande-Bretagne | Elizabeth Banks       | 7e         |
| 5-14 juillet    | 14 | Tour d'Italie                            | Italie          | Cecilie Uttrup Ludwig | 14e        |
| 23 juillet      | 15 | La course by Le Tour de France           | France          | Cecilie Uttrup Ludwig | 3e         |
| 3 août          | 16 | RideLondon-Classique                     | Grande-Bretagne | -                     | -          |
| 10 août         | 16 | Open de Suède Vårgårda TTT               | Suède           | -                     | -          |
| 18 août         | 18 | Open de Suède Vårgårda                   | Suède           | -                     | -          |
| 22-25 août      | 19 | Tour de Norvège                          | Norvège         | -                     | -          |
| 31 août         | 20 | Grand Prix de Plouay                     | France          | Nikola Nosková        | 14e        |
| 3 -8 septembre  | 21 | Boels Rental Ladies Tour                 | Pays-Bas        | Leah Thomas           | 10e        |
| 14-15 septembre | 22 | La Madrid Challenge by La Vuelta         | Espagne         | -                     | -          |
| 20 octobre      | 23 | Tour de Guangxi                          | Chine           | -                     | -          |

Cecilie Uttrup Ludwig est douzième au classement individuel. Bigla est douzième du classement par équipes.

#### Grand tour
| Grand tour            | Tour d'Italie               |
| --------------------- | --------------------------- |
| Coureuse (classement) | Cecilie Uttrup Ludwig (14e) |
| Accessits             | 1 étape                     |

## Classement mondial
| Classement UCI | Classement UCI          | Classement UCI   | Classement UCI |
| Coureuse       | Coureuse                | Pays             | Points         |
| -------------- | ----------------------- | ---------------- | -------------- |
| 22e            | Cecilie Uttrup Ludwig   | Danemark         | 808.3 pts      |
| 34e            | Leah Thomas             | États-Unis       | 544.33 pts     |
| 51e            | Elizabeth Banks         | Royaume-Uni      | 397.33 pts     |
| 93e            | Nikola Nosková          | Tchéquie         | 226.33 pts     |
| 116e           | Elise Chabbey           | Suisse           | 186.66 pts     |
| 126e           | Julie Norman Leth       | Danemark         | 173 pts        |
| 196e           | Emma Norsgaard          | Danemark         | 101 pts        |
| 429e           | Mikayla Harvey          | Nouvelle-Zélande | 29.33 pts      |
| 430e           | Niamh Fisher-Black      | Nouvelle-Zélande | 29 pts         |
| 446e           | Sophie Wright           | Royaume-Uni      | 27 pts         |
| 705e           | Maria Vittoria Sperotto | Italie           | 10 pts         |
| 722e           | Nicole Hanselmann       | Suisse           | 8 pts          |

Bigla est dixième du classement par équipes.